# Daniel Brandenstein
Daniel Charles Brandenstein (Watertown, 17 gennaio 1943) è un ex astronauta statunitense.